# Koločep (wieś)
Koločep – wieś w Chorwacji, w żupanii dubrownicko-neretwiańskiej, w mieście Dubrownik. W 2011 roku liczyła 163 mieszkańców.